# セントルイス (防護巡洋艦)
|          |                                                                      |
| 艦歴     |                                                                      |
| 発注:    |                                                                      |
| 起工:    | 1902年7月21日                                                        |
| 進水:    | 1905年5月6日                                                         |
| 就役:    | 1906年8月18日                                                        |
| 退役:    | 1922年3月3日                                                         |
| その後:  | 1930年8月13日にスクラップとして売却                                  |
| 除籍:    | 1930年3月20日                                                        |
| 性能諸元 |                                                                      |
| 排水量:  | 9,700 トン                                                           |
| 全長:    | 426 ft 6 in                                                          |
| 全幅:    | 66 ft                                                                |
| 吃水:    | 24 ft 10 in                                                          |
| 機関:    |                                                                      |
| 最大速:  | 22ノット                                                             |
| 乗員:    | 士官、兵員673名                                                      |
| 兵装:    | 6インチ砲14門 3インチ砲18門 3ポンド砲12門 1ポンド砲8門 30口径機銃4基 |

セントルイス (USS St. Louis, C-20) は、アメリカ海軍の防護巡洋艦。セントルイス級防護巡洋艦の1隻。艦名はミズーリ州セントルイスに因む。その名を持つ艦としては4隻目。

## 艦歴
セントルイスは1902年7月21日にペンシルベニア州フィラデルフィアのネーフィー・アンド・レヴィ社で起工する。1905年5月6日にグラディス・ブライアント・スミスによって命名、進水し、1906年8月18日に艦長ナサニエル・R・アッシャー大佐の指揮下就役した。
就役後は太平洋艦隊に配属され、バージニア沿岸での公試後セントルイスは1907年5月15日にニューヨーク州トンプキンスヴィルを出航した。セントルイスはポート・カストリーズ、バイーア州、リオデジャネイロ、モンテビデオ、プンタ・アレーナス、バルパライソ、カヤオ、アカプルコを訪問し、1907年8月31日にサンディエゴに到着した。1908年の春まで西海岸で活動し、6月にピュージェット・サウンドからホノルルに向けて出航、7月から10月まで中央アメリカ水域で活動した。1909年11月5日にセントルイスはピュージェット・サウンドに帰還し、11月14日に予備役に置かれた。
セントルイスは1910年5月3日に退役したが、1911年10月7日にピュージェット・サウンド海軍工廠で再就役する。1911年7月13日にピュージェット・サウンドを出航し、サンフランシスコで短期間新兵収容艦としての任に就く。1911年7月22日から1912年2月28日まで修理が行われた後、3月12日に再び太平洋予備役艦隊入りする。1912年7月14日から1913年3月26日までセントルイスは、オレゴン海軍民兵の支援活動に従事し、その後ピュージェット・サウンド海軍工廠に帰還、太平洋予備役艦隊で保管された。1914年4月24日にピュージェット・サウンドを出航し、27日にサンフランシスコで再び新兵収容艦の任に就いた。その後ブレマートンに移動したセントルイスは1916年2月17日に再び太平洋予備役艦隊に置かれた。
1916年7月10日に予備役艦隊から分離したセントルイスは、7月21日にホノルルに向けてピュージェット・サウンドを出航した。7月29日に真珠湾に到着すると、太平洋艦隊第3潜水艦隊の潜水母艦任務に配属され、加えて真珠湾でのステーション艦任務も与えられた。1917年2月4日にセントルイスは破壊工作を行おうとしたドイツのスループ、ガイエル (Geier) に対して、武装部隊を送り込み拿捕した。ガイエルは後にシュルツ (USS Schurz) と艦名を変え、アメリカ海軍で使用された。
アメリカ合衆国が第一次世界大戦に参戦すると、セントルイスは1917年4月6日に限定就役状態に置かれ、4月9日にホノルルを出航、巡洋艦部隊に加わりヨーロッパ向け船団の護衛任務に従事した。最初にサンディエゴを訪問し、セントルイスは517名の志願兵と新兵を乗艦させる。艦の乗員は士官と兵員を合わせて823名となり、4月20日に完全就役状態に復帰した。1ヶ月後にパナマ運河地帯に到着、海兵隊の第7、第17、第20、第43、第51、第55連隊を乗艦させた後サンティアーゴ・デ・クーバに送り届ける。その後フィラデルフィアに向かい、1917年5月29日に到着した。
セントルイスの最初の船団護衛任務は1917年6月17日に開始し、アメリカ遠征軍第4護衛部隊の1艦としてニューヨークを出航した。7月19日に修理のためボストンに帰還し、その後終戦までにニューヨークからイギリスおよびフランスへの船団護衛を6度行った。休戦後セントルイスは直ちに帰還兵の輸送任務に配属される。1918年12月17日から1919年7月17日までの間に行われた7度の航海で、8,437名の帰還兵をフランスのブレストからニュージャージー州ホーボーケンまで運び、その後フィラデルフィア海軍工廠で修理が行われた。
セントルイスは1920年7月17日に CA-18 （重巡洋艦）に艦種変更され、ヨーロッパ戦隊での戦後任務に就く。9月10日にフィラデルフィアを出航し、シェアネス、シェルブール、コンスタンチノープルに向かう。26日にシェアネスで乗客を降ろし、続いて地中海へ移動、10月19日にコンスタンチノープルでトルコ海域軍司令官へ報告を行った。11月13日にコンスタンチノープルを出航、ボスポラス海峡を通過しセバストーポリとヤルタで難民を収容した後、11月16日にコンスタンチノープルに帰還した。翌日、セントルイスの乗員はボスポラス海峡に停泊した難民を収容した艦に食料を分配するためボート上陸部隊を形成した。セントルイスはロシア内戦およびトルコ革命の期間中、難民の救援をコンスタンチノープルおよびアナトリア半島の港で継続した。
セントルイスは1921年9月19日にナポリに向けてアナトリア半島を出航した。ジブラルタルを訪問し、11月11日にフィラデルフィアに到着、不活性化に備えたオーバーホールを行い、1922年3月3日に退役した。予備役として保管後、1930年3月20日に除籍され、ロンドン海軍軍縮条約に従って8月13日にスクラップとして売却された。